# Fusillade d'Alphen-sur-le-Rhin
La fusillade d'Alphen-sur-le-Rhin est une tuerie de masse qui s'est produite le 9 avril 2011, à Alphen-sur-le-Rhin, dans l'ouest des Pays-Bas. Vers midi, Tristan van der Vlis, 24 ans, vêtu d’un gilet pare-balles et armé d'un fusil semi-automatique, d'un revolver Taurus Raging Bull ainsi d'un Colt M1911, ouvre le feu dans le centre commercial.
Il tire plus de 100 cartouches, tuant six personnes et en blessant dix-sept autres. Puis, il se munit de son revolver, et finit par se donner la mort avec ce dernier. Ce qui fait de cette attaque, l’incident le plus meurtrier aux Pays-Bas depuis l'attaque de 2009 contre la famille royale néerlandaise.

## Fusillade
Aux alentours de 12 h 08, le samedi 9 avril 2011, Van der Vlis, vêtu d’un gilet pare-balles et armé d’un Smith & Wesson M&P15-22 semi-automatique, d’un pistolet Colt M1911 de calibre 45 en acier inoxydable et d’un revolver Taurus Raging Bull 44 Magnum, se fraye un chemin à travers le parking du centre commercial Ridderhof. Sorti de sa Mercedes-Benz noire, il tire immédiatement sur un innocent, le tuant instantanément.
Il entre ensuite dans le centre commercial animé et tire plus de 100 balles, tuant cinq personnes et en blessant 17 autres. Il finira par se suicider avec son revolver. Plus tard dans la journée, l’une des victimes meurt des suites de ses blessures, portant le nombre total de personnes tuées à sept. Le tireur avait laissé une note dans sa voiture indiquant que des explosifs avaient été déposés dans trois centres commerciaux de la ville, provoquant leur évacuation.
Van der Vlis, étant obsédé par le massacre du lycée de Columbine en 1999, a choisi la date du 9 avril, car c’était l’anniversaire d'un des deux tireurs Eric Harris, son 30e anniversaire s’il avait survécu. Van der Vlis a commencé à tirer à 12h08, puisque c’était le moment où Harris et Klebold se sont suicidés.

### Victimes
- Ali van Doorn, 91 ans
- Frans Deutekom, 80 ans
- Margriet ter Haar, 68 ans
- Michael Boezaard, 49 ans
- Constanze Boezaard-Bierman, 45 ans
- Nadim Youssef, 42 ans
- Auteur (suicide) Tristan van der Vlis, 24 ans

## Auteur
Tristan van der Vlis a grandi dans une famille de chrétiens croyants à Alphen-sur-le-Rhin (Pays-Bas), où il a vécu jusqu’à la fin de sa vie.
Vers l’âge de 14 ans, Tristan se met à fumer du cannabis avec ses amis et développe un intérêt croissant pour la spiritualité et la foi. Il commence également à montrer des signes de schizophrénie, affirmant entendre des voix. À l’âge de 15 ans, il devient membre d’un club de tir.
Au fil des ans, sa schizophrénie s’aggrave. Il souffre également de dépression et tente se suicider deux fois en 2008. Il avait précédemment déjà écrit des lettres de suicide en 2004, 2005 et 2006.
Trisan Van der Vlis était également le neveu de l’ancien général néerlandais Arie van der Vlis, qui a également été chef d’état-major de la Défense de 1992 à 1994.
En 2006, le père de Tristan remarque que son fils regarde des vidéos sur les fusillades de masse. Tristan lui assure alors qu’il est seulement intéressé par le contexte psychologique de ces crimes. Quand il commence à faire des recherches sur la fusillade de Columbine (survenue dans un lycée américain en 1999), il est immédiatement fasciné par l’histoire de Rachel Scott, la première victime de la fusillade.
Tristan écrit qu’il est en colère contre Dieu pour avoir pris l'âme de Rachel Scott, une fille qui lui a consacré sa vie.
Tristan van der Vlis faisait partie d’un club de tir et disposait d’une autorisation pour détenir plusieurs armes. En 2003, il avait déjà eu des problèmes avec la justice, après avoir brandi un pistolet à air comprimé en pleine rue. L’affaire avait été classée sans suite. En 2006, il avait été interne dix jours durant dans un établissement fermé, après avoir émis la volonté de se suicider, rapporte la police néerlandaise.
Il est placé dans plusieurs établissements de santé mentale pendant son adolescence et prend beaucoup d'antidépresseurs et d'antipsychotiques. Mais aucun des traitements ne semble avoir d’effets durables sur son état d’esprit. Après sa sortie d’un hôpital psychiatrique, où il avait été placé après ses deux tentatives de suicide en 2008, il demande un permis de port d’arme et l'obtient quelque mois plus tard.
Il commence à travailler dans un centre de distribution, mais sera licencié peu de temps après à cause de son comportement violent et agressif.
Outre son manifeste, qui n'a pas été publié par les autorités, il a laissé une lettre de suicide à ses parents.

« Lieve Marieke, mamma, ik hou van je. Het spijt me na al die jaren je zo te moeten kwetsen. Dit is nooit de bedoeling geweest! Ik hou van je en zal altijd van je houden. Ook jou wil ik blij maken. De reden waarom ik dood wil zijn is omdat ik met rust gelaten wil worden. Vergeet niet dat als ik verder had geleefd, dat ik het niet naar mijn zin had gehad. » Naar zijn vader schreef Tristan: « Hans. Help mamma goed en vergeef wat ik gedaan heb, maar ik kon niet anders. Het werd tijd dat jullie rust kregen. (..) Ga door met leven tot je niet meer kan en maak mooie schilderijen. »

Traduction en français :

« Chère maman, je t’aime. Je suis désolé de vous blesser après toutes ces années. Cela n’a jamais été mon intention! Je t’aime et je t’aimerai toujours. Je veux vous rendre heureux. La raison pour laquelle je veux mourir, c’est parce que je veux qu’on me laisse tranquille. N’oublie pas que si j’avais vécu, je n’aurais pas été heureux. »
À son père, il écrivit : « Hans. Aide maman et pardonne-moi pour ce que j’ai fait, mais je n’avais pas le choix. Il est temps pour vous de vous reposer. (...) continuez votre vie et faites de jolies peintures. »

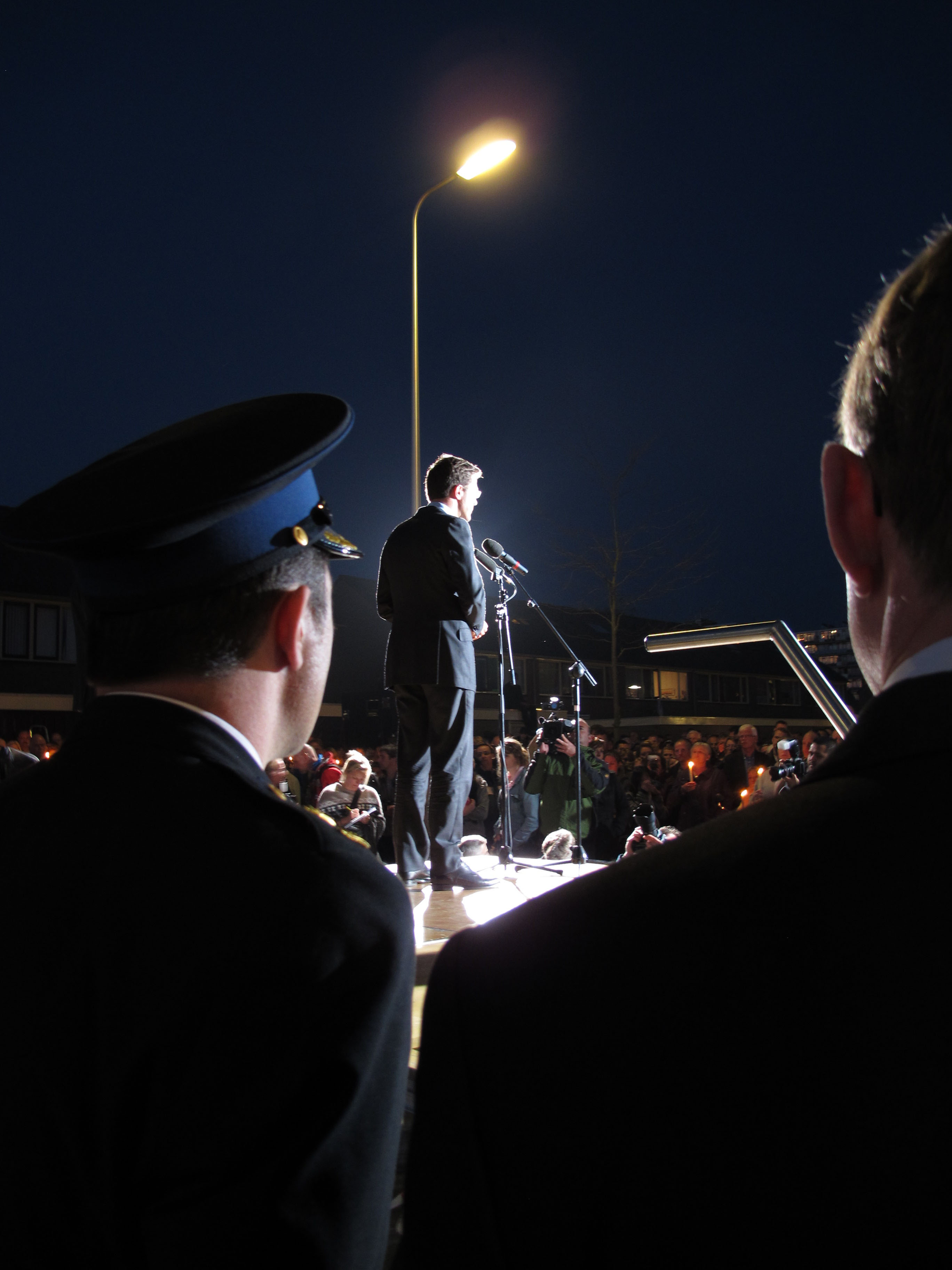
Le Premier ministre néerlandais, Mark Rutte prononce un discours lors de la cérémonie du souvenir le 10 avril 2011.

## Menaces d’imitation
Peu de temps après la fusillade, la police arrête un jeune homme de 17 ans qui menaçait de commettre une autre fusillade de masse. L’adolescent, originaire de Rotterdam, aurait posté sur Twitter : « Haha l'Irak arrive également aux Pays-Bas. Cet homme à Alphen a déjà 6 morts à son nom. Je vais le surpasser ».
Il supprime par la suite ce message, prétendant qu'il s'agissait d'une blague. Depuis lors, quatre autres personnes ont été arrêtées pour avoir proféré des menaces similaires sur Twitter.

## Conséquences
Le 20 septembre 2019, la Cour suprême des Pays-Bas (Hoge Raad) conclu que la police d’Alphen était fautive pour avoir distribué un permis de port d'arme à l’auteur, qui souffrait manifestement d’une maladie mentale. Par conséquent, la police est tenue responsable de tous les dommages subis par les victimes et leurs proches. Après la fusillade, la police néerlandaise a délivré beaucoup moins de permis et maintient des règles plus strictes concernant la possession d’armes à feu.
La voiture avec laquelle Tristan van der Vlis s’est rendu au centre commercial De Ridderhof à Alphen-sur-le-Rhin, une Mercedes-Benz noire, a été proposée à la vente en ligne par erreur par le Département des affaires mobilières des domaines du ministère des Finances. Cependant, l’erreur a été rapidement découverte et peu de temps après, l’annonce a été mise hors ligne. Le ministère public de La Haye a alors déclaré que le véhicule serait détruit.

## Commémorations
Un jour après la fusillade, un mémorial a lieu au centre commercial. Le maire par intérim Bas Eenhoorn et le Premier ministre Mark Rutte étaient présents. La commémoration a été organisée via des messages sur Twitter. La municipalité a alors repris l’organisation. On estime que plus de 5 000 personnes étaient présentes.
Dans le cadre de la réunion de commémoration à Alphen, le Premier Ministre a publié une instruction spéciale pour le 20 avril, ordonnant que le drapeau soit mis en berne sur tous les bâtiments principaux du gouvernement national.